# Lypsimena strandiella
Lypsimena strandiella là một loài bọ cánh cứng trong họ Cerambycidae.